# Psi Virginis
Psi Virginis (ψ Vir / 40 Virginis / HD 112142) es una estrella en la constelación de Virgo de magnitud aparente +4,79.
Junto a χ Virginis era conocida en China como Tsin Teen.
Se encuentra a una distancia aproximada de 417 años luz del sistema solar.
Psi Virginis es una gigante roja de tipo espectral M3III, una de las gigantes de esta clase visibles a simple vista, cuya temperatura superficial es de sólo 3525 K. Su luminosidad equivale a 1500 soles, mientras que su radio es 119 veces más grande que el radio solar o, lo que es lo mismo, 0,55 UA, algo más de la mitad de la distancia existente entre la Tierra y el Sol.
Muestra un contenido metálico inferior al solar ([Fe/H] = -0,10).
Psi Virginis es una estrella pulsante, catalogada como variable irregular de tipo LB, fluctuando su brillo entre magnitud +4,73 y +4,96, sin que se conozca ningún período definido. Psi Virginis tiene además una estrella acompañante a sólo 0,04 segundos de arco, descubierta por ocultación. Si esta última es una estrella de la secuencia principal, su tipo espectral sería F6V.